# خالد الفرج
خالد بن محمد فرج الدوسري المعروف بخالد الفَرَج (1316- 1374 هـ / 1899- 1954 م) شاعر وكاتب كويتي. ولد في مدينة الكويت ونشأ فيها في أسرة موفورة النعمة والجاه وهي أسرة آل طراد. كان أسلافه في نزوى من وادي الدواسر واستقرَّ أبوه في الزبارة وخربت فانتقل إلى مسقط ثم إلى الكويت. دَرَس خالد في مدارس الكويت، وتابع تحصيله باجتهاد شخصي. وعمل مدرِّسًا لكنه ما لبث أن انتقل إلى بومباي في الهند وعمل فيها بالتجارة وكاتبًا عند أحد تجَّارها العرب، وتعلَّم الإنكليزية وبعض لغات الهند. ثم أسس مطبعة سمَّاها المطبعة العمومية، ثم زار البحرين فأقام فيها، وشارك في نهضتها الأدبية والفكرية. وكان له اتصالاتٌ مع أدباء العصر المعروفيين كأمين الرافعي وغيره. سكن دمشق قبل وفاته بسنتين، وتوفي في بيروت.

الشاعر خالد الفرج باللباس العربي الخليجي

شعره جيِّد متنوِّع الأغراض والمعاني، تميَّز بتصويره للواقع تصويرًا ساخرًا. يُعَد من روَّاد الأدب العربي، وأطلق عليه محمد علي الطاهر لقب شاعر الخليج.

## نشأته
هو خالد بن محمد بن فرج بن عبد الله بن فرج الصراف الدوسري. نشأ الشاعر في بيت موفور النعمة والجاه، وتهيأت له أسباب الدرس والتحصيل التي حرم منها أقرانه؛ فتلقى دروسه الأولى في الكتاب ثم لما ظهرت عليه بوادر النبوغ واستبان أهله لهفته الصادقة في تلقي الدروس، وفروا له من الكتب والمدرسين الخصوصيين الأكفاء من قاموا على تعليمه وتنشئته تنشئة عالية. وعند افتتاح المدرسة المباركية التحق بها وأخذ يتخطى كل صفين بسنة واحدة، ولم يكن في المدرسة غير ستة صفوف فقط، وقد دعت الحاجة إلي ترشيح بعض الطلبة ليقوموا بمهنة التدريس، فكان خالد الفرج هو أول من درّس التلاميذ في المدرسة، وانكب في هذه الأثناء على متابعة الدراسة بنفسه والتنقيب في بطون الكتب وأمهات المراجع في الثقافة العربية فجنى العلم الوافر وتزود بالثقافة الواسعة مع ما كان له من ذكاء وافر وغريزة ملحة تواقة لحب الاستطلاع.

## أسفاره
في سنة 1341هـ غادر الكويت إلى مدينة بومباي شأن الكويتيين الذين يذهبون إلي الهند للتجارة؛ فطاب له المقام هناك، فاستقر واشتغل كاتباً عند أحد التجار الكويتيين وأخذ يتعلم اللغة الإنجليزية واللغات الهندية، فتعرف على آداب الهند وطبائع أهلها. وأسس مطبعة سماها «المطبعة العمومية»، وفي سنة 1341هـ زار البحرين لبعض المهام، فأعجبته بأدبها ونهضتها الفكرية، فاستضاف حماها وغرم بها، وصادف وجود الدواسر وهم أبناء قبيلته وأصله الذي ينتمي إليه في مساكنهم في البديع، فاحلوه ضيفاً عليهم. ولقد كانت حياته الأدبية في البحرين غنية ثرة لتوفر الحرية له وانبساط باله هناك فشارك في مجال النهضة الفكرية بها، وكان وهو في الهند على اتصال ببعض الصحف العربية في مصر وغيرها، وقد استطاع أن يقنع أمين الرفاعي صاحب جريدة الأخبار المصرية بفتح صدر جريدته لنشر أعمال الإنجليز في البحرين والخليج العربي، وقد كتب الشاعر مقالات عن مساوئ الاستعمار الإنجليزي وندد به، وظل في البحرين لا يزور الكويت إلا نادراً، وفي سنة 1345هـ/ 1927م قام الميجور ديلي بانقلاب على الشيخ عيسى بن على آل خليفة وقبض على كافة السلطات بيد من حديد وكبت الحريات وأسر زعماء البلاد وزجهم في السجون، وثارت قبيلة الدواسر ونزحت عن البحرين غضباً لعزل الشيخ عيسى، وسكنوا الدمام في السعودية وهم أول من عمرها بقيادة زعيمهم أحمد بن عبد الله الدوسري، وطلبوا من الشاعر أن يصحبهم إلى هناك، لكنه استمهلهم ريثما يزور الكويت، فجاء الكويت واستبشرت به واحتفى به أدباؤها وأقيمت على شرفه حفلة في 4 ربيع الأول 1346 هـ فألقى قصيدته المشهورة «الغرب والشرق» التي مطلعها:

## نفيه من البحرين
يذكر المؤرخ قاسم بن خلف الرويس في مقال له، تفاصيلَ نفي البريطانيين للفرج من البحرين إلى الكويت عام 1346هـ/ 1927م اعتمادًا على وثائق الأرشيف البريطاني المنشورة، إذ تضمَّن المِلفُّ السرِّي «خطاب محمد علي الطاهر الذي تم ضبطه في بيت خالد الفرج وهو مؤرَّخ في 4 رجب 1345هـ، وقد تناول فيها الطاهر عدَّة موضوعات منها إخباره للفرج بأنه سيقوم بتخفيف لهجة إحدى المقالات خوفًا من إيقاف الإنجليز الجريدة أو طرده من الأراضي المصرية التي كان يقيم فيها، وقد ترجم الإنجليز في هذا المِلف الخطابَ من العربية إلى الإنجليزية». ويضيف الرويس «أن الإنجليز لم يكتفوا بنفيه من البحرين، بل استمرُّوا في مراقبته لسنوات، حيث نجد إشارة في هذا الملف عن وصوله إلى الأحساء عام 1929م، وكذلك مذكرة بتاريخ 17 مايو 1930م إلى الوكيل السياسي في الكويت تطلَّب عدم منحه تأشيرة دخول للبحرين إذا طلب ذلك، وتذكر أن سبب نفيه كتابته مقالات تحريضية في الصُّحف المصرية».

## شعره
من قصائده السياسية:
- إلى الجامعة العربية
- أنا شاعر
- السياسة
- الأمم المتحدة (فلسطين)

ومن قصائده الفلسفية:
- الله ربي
- أبناء حواء

## دواوينه ومؤلفاته
- «أحسن القَصَص» وهي ملحمة شعرية شهيرة عربيًّا، عن سيرة الملك عبد العزيز، قال فيها:[7]

- إلى مَجدِكَ العَلياءُ تُعزَى وتُنسَبُوفي ذِكْرِكَ التَّاريخُ يُمْلِي ويَكتُبُوفي عَدْلِكَ الشَّرْعُ الشَّريفُ مُمَثَّلٌوفي حُكمِكَ الأمثالُ تُتلى وتُضْرَبُولم يَبْقَ للإسلام غَيرُكَ ناصِرٌيؤيِّدُه في الله، يَرضَى ويَغضَبُ

- كتاب (الخبر والعِيان في تاريخ نجد) وأصل الكتاب قصيدة بائية من البحر الطويل رفعها المؤلف إلى الملك عبد العزيز في 12 شوال 1346هـ، ووصفها بأنها الحَلْقة الأولى من قصيدة تاريخ نجد، وتحدَّث في القصيدة التي تقع في 229 بيتًا عن تاريخ نجد من عهد الإمام محمد بن سعود إلى دخول الملك عبد العزيز للحجاز عام 1344هـ. أما الحَلْقة الثانية من القصيدة فتتألف من 173 بيتًا رفعها الفرج إلى الملك عبد العزيز يوم تشريفه للجُبَيل في أول رمضان 1348هـ، وقد نشرت القصيدة في جريدة أم القرى. وذكر الفرج أنه علم من يوسف ياسين أن الملك عبد العزيز يرتاح إلى وضع شرح للقصيدة.[8] ويرجح الباحث عبد الرحمن الشقير الذي قام بتحقيق ونشر كتاب (الخبر والعيان) أن الفرج انتهى من شرح القصيدة بحلقتيها عام 1350هـ أنه قدم الشرح كما قدم الأصل إلى الملك عبد العزيز.[9]
- كتاب (ديوان النبط: مجموعة من الشعر العامي في نجد) صدر في جزأين عام 1371هـ (1952)، وقدم الفرج لكل جزء بمقدمة ضمنها خلاصة تجربته في دراسة الأدب العامي.[10]
- (ديوان خالد الفرج) وهو أِشهر مؤلفاته، صدر الجزء الأول منه بإشراف الشاعر عام 1373هـ (1954)، ثم أعاد خالد سعود الزيد نشره مع إضافة الجزء الثاني، وتحقيقه والتقديم له عام 1989م.
- (علاج الأمية في تبسيط الحروف العربية) وهو رسالة صدرت عام 1372هـ.[11]

## كتب عنه
- «خالد الفرج حياته وآثاره» تأليف خالد سعود الزيد، طبع عام 1969، والطبعة الثانية عام 1980م.
- «شاعر الخليج خالد الفرج» إعداد د. عباس يوسف الحداد، ود. سالم عباس خداده، الكويت 2013م.
- «خالد الفرج رائد الملاحم الشعرية في سيرة الملك عبد العزيز» تأليف عبد الرحمن الشبيلي، 1435هـ/ 2014م.
- «خالد الفرج شاعر الملك عبد العزيز في الخليج» تأليف عدنان السيِّد محمد العوَّامي، منشورات المجلة العربية، الرياض 1446هـ/ 2024م.
- «خالد الفرج الشاعر والوطن» مشاركة محمد مهدي الحمادي، وجعفر محمد الشايب، وعبد الرحمن الشبيلي، وعدنان السيِّد محمد العوَّامي، ومحمد بن عبد الله الفرج، منتدى الثلاثاء الثقافي بالتعاون مع دار الملك عبد العزيز.
- «خالد الفرج» بقلم الأديب عبد الله الطائي.

## وفاته
توفي خالد الفرج في بيروت، في شهر ربيع الآخر عام 1374هـ/ 1954م، في إثر قرحة في المعدة.

## تكريم واحتفاء
أقيمت عام 2014 بمناسبة اليوم الوطني السعودي ندوة للاحتفاء بالشاعر خالد الفرج بعنوان «خالد الفرج: الشاعر والوطن» نظمها «منتدى الثلاثاء» في القطيف بالتعاون مع دارة الملك عبد العزيز في الرياض، وشارك في الندوة كل من: محمد مهدي الحمادي، وجعفر محمد الشايب، وعبد الرحمن الشبيلي، وعدنان السيِّد محمد العوَّامي، ومحمد بن عبد الله الفرج.
في يوم 18 فبراير 2009 أعلنت رابطة الأدباء عن اتفاقها المبدئي مع وزارة المواصلات على إصدار طوابع بريدية تذكارية تخليداً لذكرى رواد الحركة الثقافية، وكان هو من ضمن الأسماء المطروحة.

## وصلات خارجية
- شاعر الملاحم الوطنية خالد الفرج (1898 - 1954).
- خالد الفرج في الوثائق البريطانية.
- «مع شاعر الخليج»، نشرة البعثة - العدد الثاني 1954
- خالد الفرج شاعر الملك عبدالعزيز في الخليج | مساء الثقافية